# Amtsgericht Bruchsal

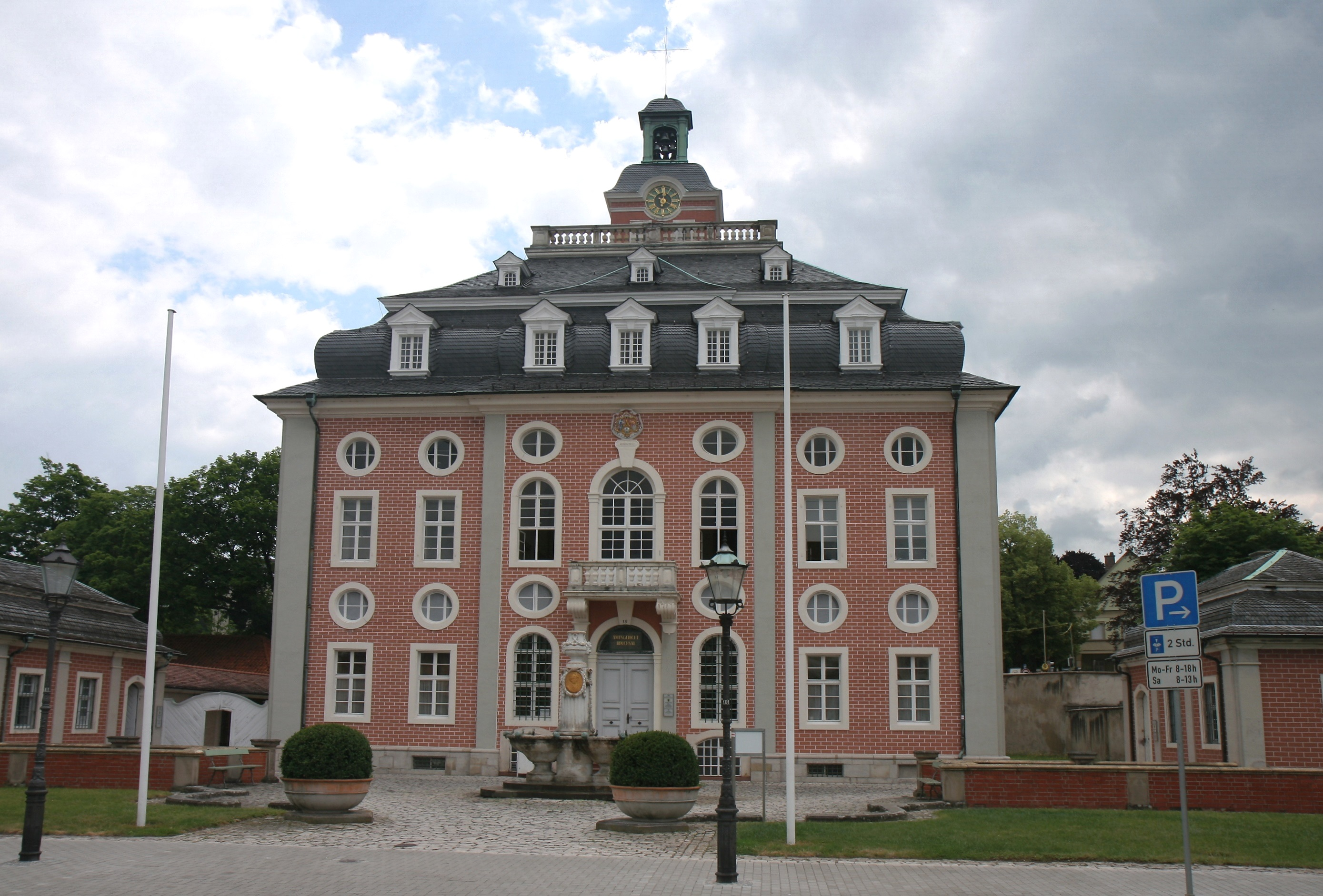
Hauptgebäude „Kanzleibau“

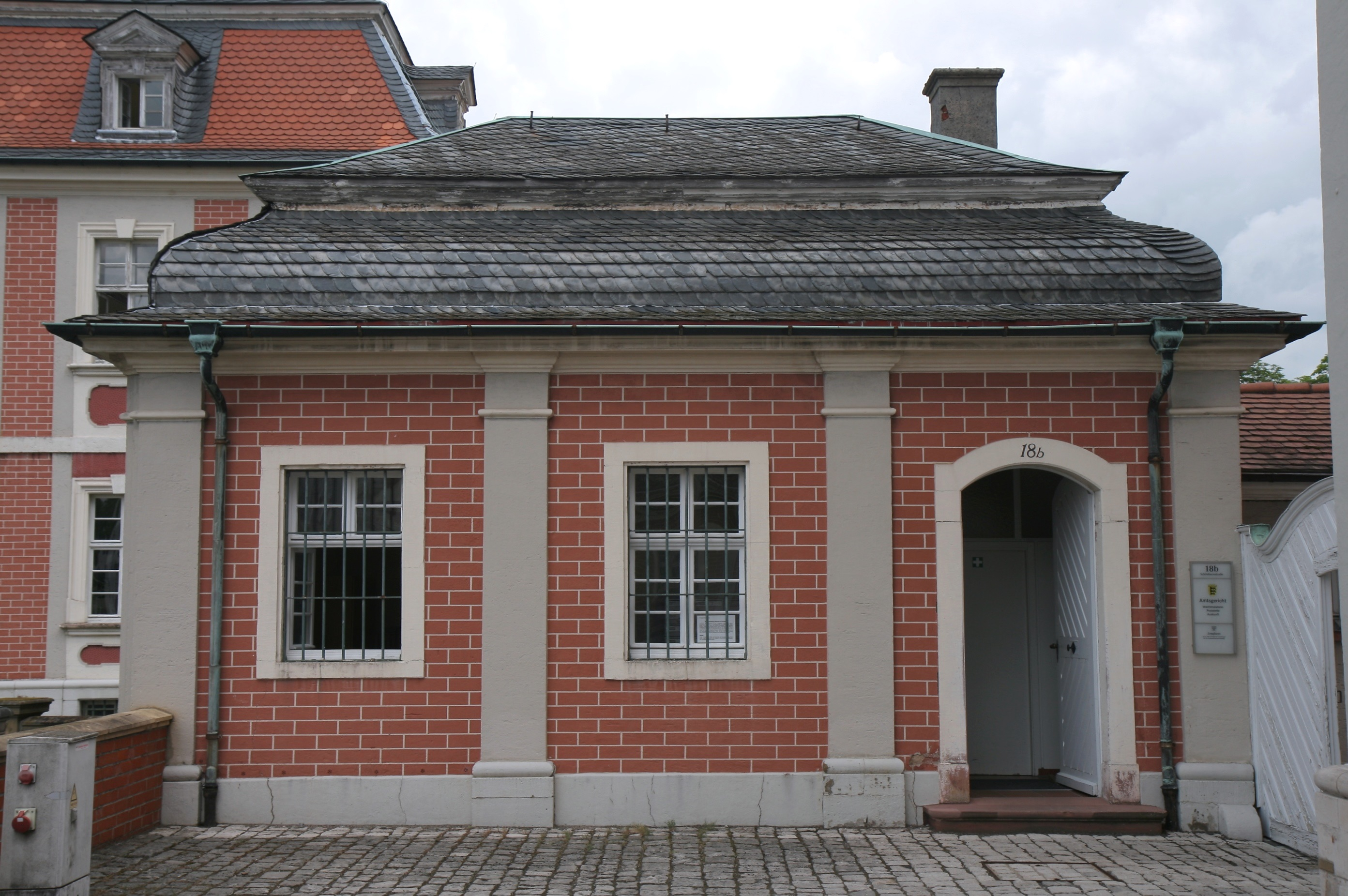
Nebengebäude Schönbornstraße 18b
(ehemaliges Zeughaus)

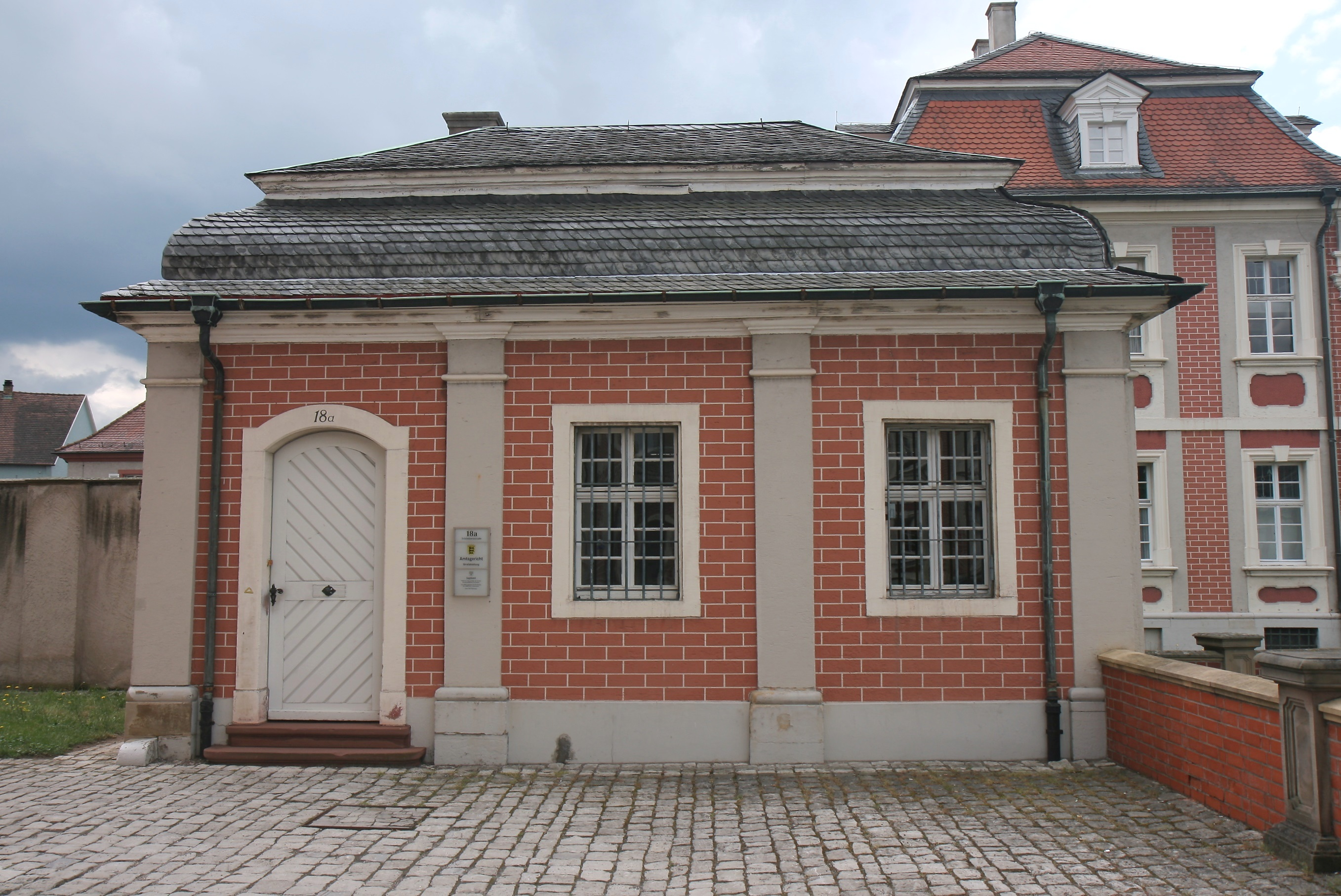
Nebengebäude Schönbornstraße 18a
(ehemaliges Jagdamt)

Das Amtsgericht Bruchsal ist ein Gericht der ordentlichen Gerichtsbarkeit und eines von acht Amtsgerichten (AG) im Bezirk des Landgerichts Karlsruhe.

## Gerichtssitz und -bezirk
Sitz des Gerichts ist die Stadt Bruchsal im Kraichgau. Der 395 km² große Gerichtsbezirk umfasst das Gebiet der Gemeinden Bad Schönborn, Bruchsal, Dettenheim, Forst, Graben-Neudorf, Hambrücken, Karlsdorf-Neuthard,  Kraichtal, Kronau, Östringen und Ubstadt-Weiher. In ihm leben rund 143.000 Menschen.
Das Amtsgericht Bruchsal ist ferner zuständig für die Zwangsversteigerungs- und Zwangsverwaltungsverfahren sowie die Familiensachen aus den Amtsgerichtsbezirken Bretten und Philippsburg. Mahnverfahren bearbeitet das Amtsgericht Stuttgart als Zentrales Mahngericht.

## Gebäude
Seit 1876 ist das Gericht im „Kanzleibau“ des Bruchsaler Schlosses Schönbornstraße 18 untergebracht. Einzelne Abteilungen befinden sich in weiteren Gebäuden des Schlosses.

## Übergeordnete Gerichte
Dem Amtsgericht Bruchsal ist das Landgericht Karlsruhe übergeordnet. Zuständiges Oberlandesgericht ist das Oberlandesgericht Karlsruhe.